# Mantineia (Stadt)

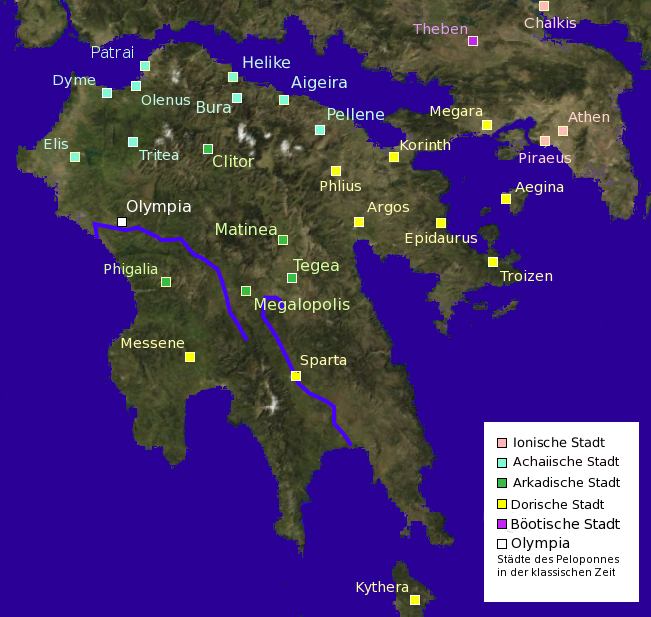
Karte des Peloponnes in klassischer Zeit mit Mantineia

Mantineia (altgriechisch Μαντινεία Mantineía, auch Mantinea, Mantinia, Mandinia und von 223 v. Chr. bis zum 2. Jahrhundert n. Chr. Antigoneia) war eine Polis in Arkadien im antiken Griechenland. Sie war traditionell die Rivalin Tegeas.

## Geschichte
Zuerst gab es am Ort der späteren Stadt einen lockeren Zusammenschluss von fünf Dörfern des Stammes der Mantineier, diese wurden bereits als Heimat von Soldaten im Schiffskatalog des 2. Buchs der Ilias von Homer erwähnt. In archaischer Zeit besiedelten sie auch die kleine Stadt Ptolis, die nur etwa 500 m vom späteren Mantineia entfernt lag. Um 460 v. Chr. schlossen sich die Gemeinden zur Polis Mantineia zusammen. Sie war von Anfang an Rivalin mit dem südöstlich gelegenen Tegea um die Kontrolle der fruchtbaren arkadischen Hochebene und da Tegea mit Sparta verbunden war, stand sie auch im Gegensatz zu jener Stadt. 422 v. Chr. verbündete sie sich mit Athen und Argos gegen Sparta, wurden aber von der spartanischen Armee unter König Agis II. in der ersten Schlacht von Mantineia besiegt. Die Spartaner nahmen Mantineia um 385 v. Chr. ein und zwangen die Bewohner die Polis wieder zugunsten der fünf Dörfer aufzulösen. Nachdem die spartanische Macht in der Schlacht von Leuktra gebrochen war, wurde Mantineia 370 v. Chr. als Mitglied des Arkadischen Bundes und unterstützt durch Theben wiedergegründet. Kurz darauf kam es auch aufgrund der alten Rivalität mit Tegea zum Zerfall des Arkadischen Bundes; unter der Führung Mantineias schlossen die meisten Arkadischen Städte mit den Eleern und den Achaiern ein Bündnis, dem sich auch Sparta und 362 v. Chr. Athen anschlossen, gegen die Böotier unter der Führung Thebens, die vom alten Rivalen Tegea und von Megalopolis unterstützt wurden. 362 v. Chr. suchte Theben in der Zweiten Schlacht von Mantineia die Entscheidung. Es gab aber keinen klaren Sieger. Durch den folgenden Ermattungsfrieden (siehe Allgemeiner Friede) wurde die Spaltung Arkadiens in zwei Blöcke, einer unter Mantineia und der andere bestehend aus Tegea und Megalopolis, perpetuiert.

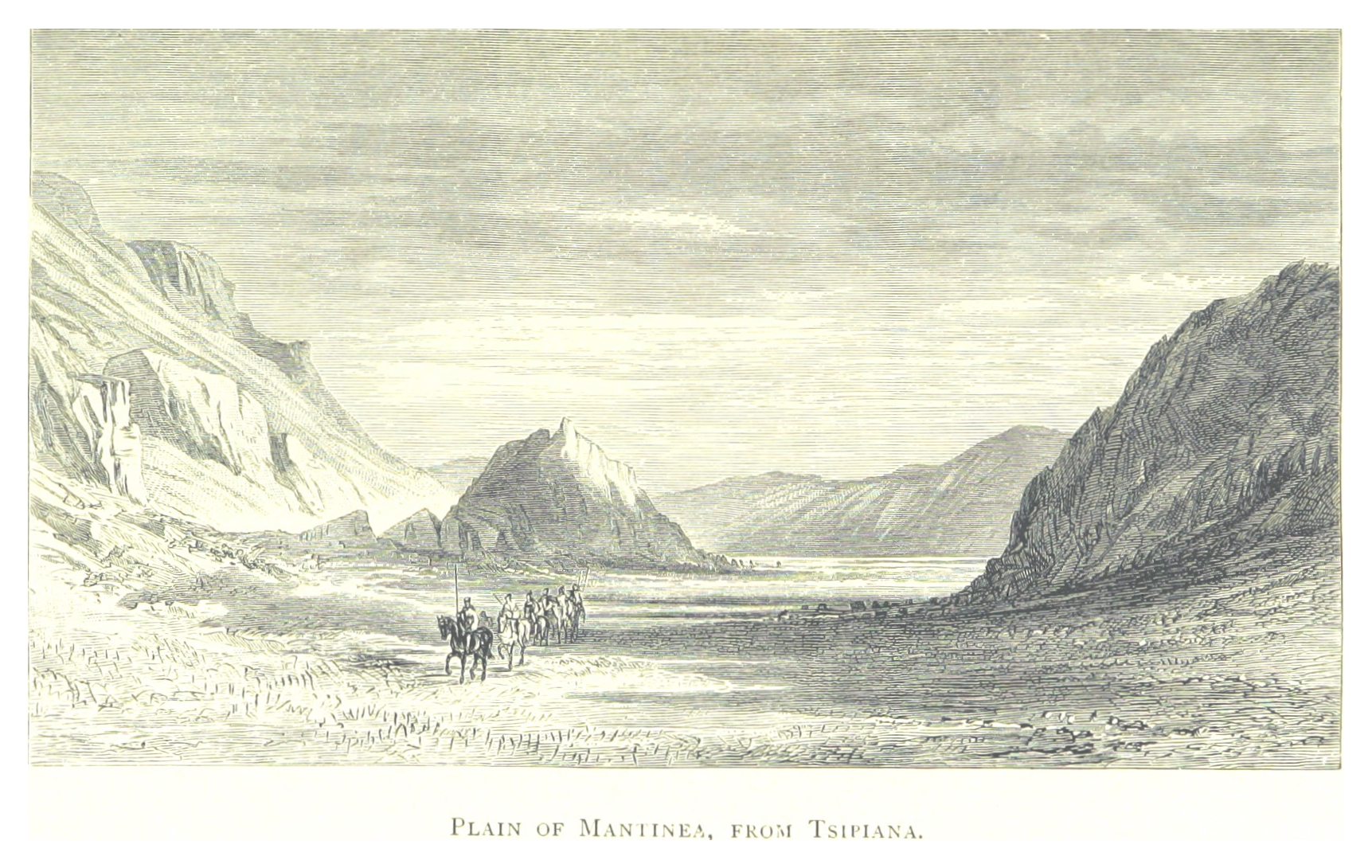
Im Tal von Mantineia (1880)

Ab 226 v. Chr. revoltierte die Stadt gegen die Makedonische Hegemonie im Achäischen Bund, dem sie angehörte. Der makedonische König Antigonos III. Doson ließ als Strafmaßnahme dafür die Stadt 223 v. Chr. erobern und alle überlebenden Bewohner in die Sklaverei verkaufen. Dies wurde von antiken wie modernen Historikern als Rückkehr zu besonders grausamen Bestrafungsmethoden gesehen. Einzig dem antiken Historiker Polybios (2. Jahrhundert vor Christus) schien die Strafe noch zu gering gewesen zu sein, doch hat er sie wohl zuvor selbst zu stark bagatellisiert. Die Stadt wurde später von Kolonisten als Antigoneia wiederbesiedelt. Der Name Mantineia blieb aber weiter daneben in Gebrauch, in römischer Zeit unter Hadrian wurde dieser im 2. Jahrhundert n. Chr. dann wieder der offizielle Name der Stadt.
Die Stadt war auch noch in römischer Kaiserzeit in Blüte, sie wurde aber während der Slaweneinfälle auf den Peloponnes um 700 von ihren Bewohnern verlassen. - Mit dem Ruf der Stadt verbunden ist der Name der legendären Priesterin Diotima, die in Platons Symposion Sokrates über das wahre Wesen des Eros aufklärt.
Heute befindet sich auf dem Gebiet Mantineias die moderne Gemeinde Mandinia.

## Ausgrabungen

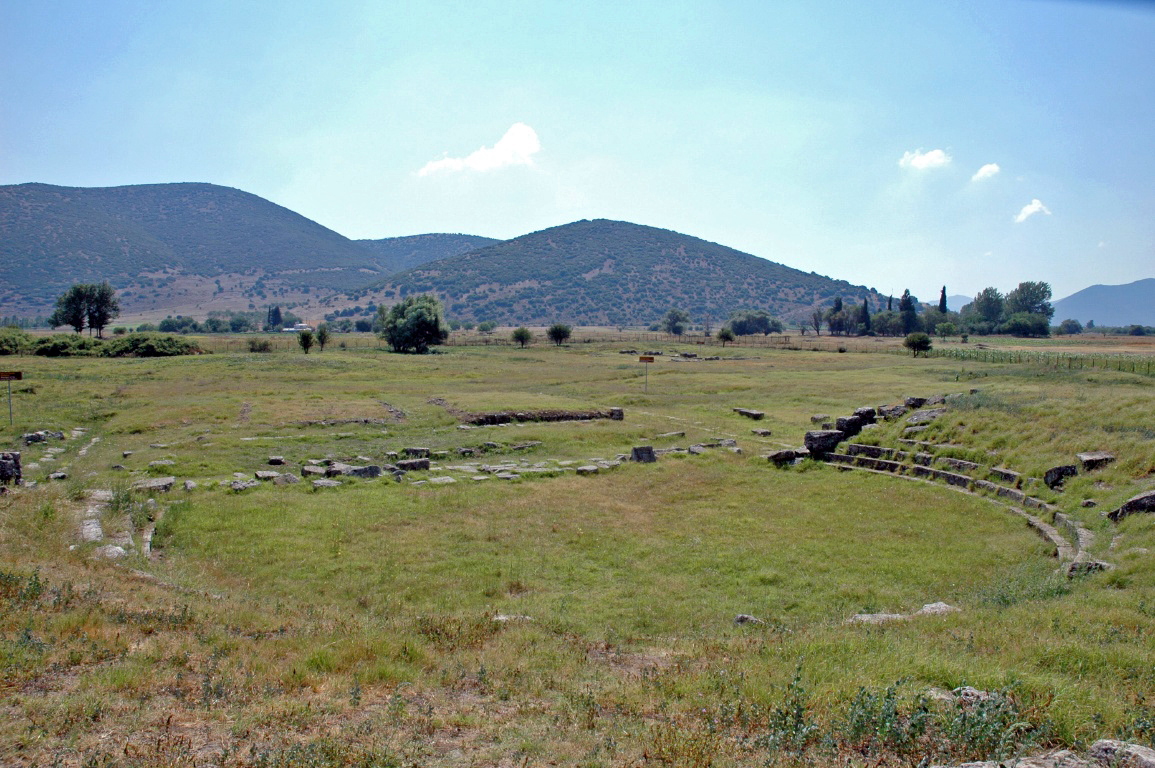
Theater

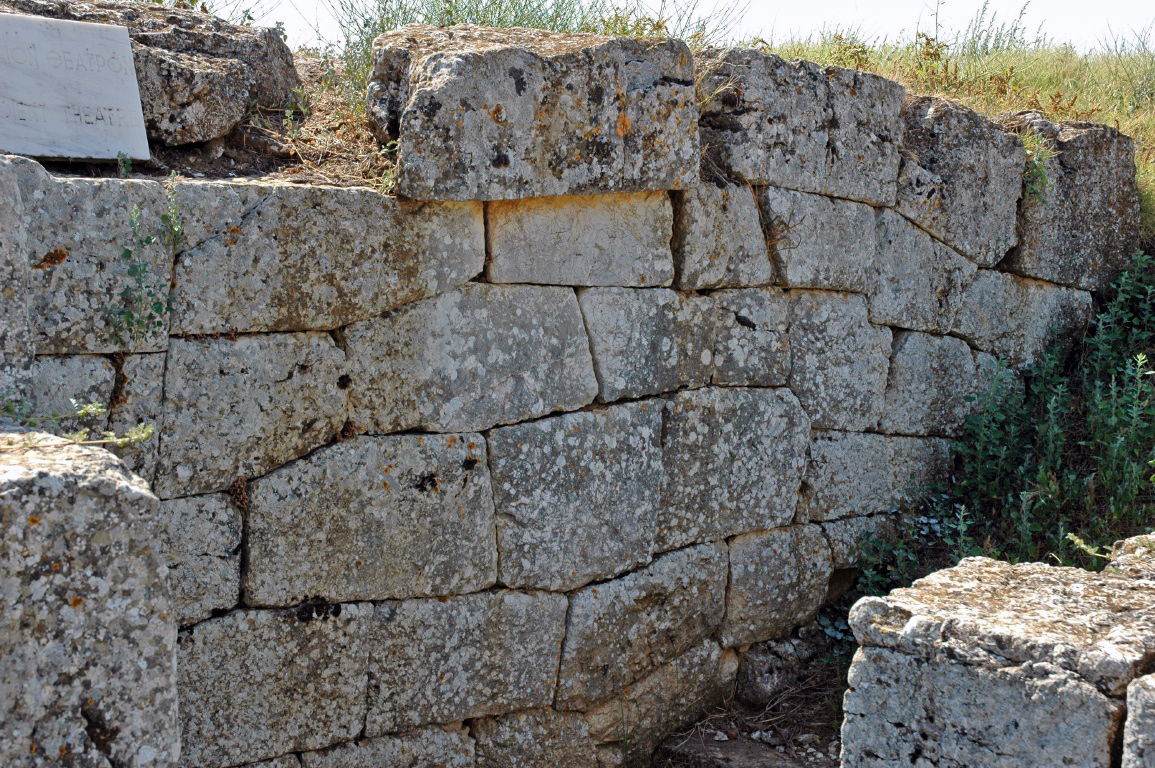
Stützmauer des Theaters

Gut sichtbar ist das Theater aus dem 4. Jahrhundert v. Chr., ferner einige Überreste der Agora: 2 Stoai, von denen die südliche (mit 2 vorstehenden Flügeln) wohl der Sitz des Bouleuterions war, ferner eine Exedra, die in augusteischer Zeit von einer reichen Wohltäterin namens Epigone gestiftet worden war (Inschrift IG 5.2.344), heute im Museum von Tripolis. Die 4 km lange Stadtmauer hatte einst 120 Türme, von denen sich von 108 noch Spuren finden.
Vom nahe gelegenen Hügel der Panajia Goutsouli aus hat man einen guten Überblick über die fruchtbare Ebene der alten Stadt.